# Gudovac
Gudovac (kajk. Gudovec) je naselje u Hrvatskoj, u sastavu Grada Bjelovara, u Bjelovarsko-bilogorskoj županiji. 

## Opis
Nalazi se na oko 5 kilometara od središta grada Bjelovara. Glavna prometnica kroz naselje je državna cesta D544.  Kroz Gudovac prolazi tok riječice Plavnice, uz koju se nalaze i ruševine srednjovijekovne utvrde Gudovačka Gradina. Naselje je slabije urbanizirano prijelazno naselje.
S glavne prometnice se odvajaju manje ceste uz koje se nalaze manji naseljeni lokaliteti unutar  Gudovca. Ti lokaliteti su Rašće, Marof u krugu koga je planirana izgradnja prometnog čvorišta Gudovac brze ceste D12, Donji Gudovac, Majcanov sokak te Jasik u krugu istoimene šume kroz koje prolazi Lokalna cesta 37019, spajajući Gudovac s naseljem Klokočevac.
U Gudovcu se održava Bjelovarski sajam, te je kroz naselje u izgradnji dio dionice brze ceste D12, s planiranom izgradnjom dionicom zapadne Bjelovarske obilaznice od čvorišta Gudovac u Marofu. 

## Povijest

### Prapovijest i Gudovačka Gradina
Gudovac je jedno od najstarijih naselja unutar Bjelovara. Na temelju arheoloških istraživanja provedenih na području nekadašnje Gudovačke Gradine, prostor Gudovca je bio naseljen već u prapovijesti.
Prvi povijesni zapis o izgrađenom kaštelu na prostoru Gudovca potječe iz 1331. godina kada se navodi "possessio", najvjerovatnije plemićki posjed.
Od 1452. do 1492. navodi se kao "castellum" i "castrum" te i kao spomenuto središte crkvene župe (ecclesiae parochialis b. Petri in Gudowcz). Povijesni podaci ukazuju na mogućnost, da je kaštel izgrađen čak i ranije početkom 14. st. kada se spominje magister Gud po kojemu moderno naselje dobiva ime.
Za vrijeme prolaza Sulejmanove vojske Hrvatskom 1532. godine pretpostavljeno je da je kaštel stradao.
Gudovačka pisanica pronađena je na Gudovačkoj Gradini. Ona je dosad najstariji nalaz takve vrste s područja Hrvatske iz 15. stoljeća. Pisanica je pronađena u fragmentima (njih ukupno 146). Restauracijom i konzervacijom u Hrvatskom restauratorskom zavodu iznijeti su zaključci kako je jaje kokošjeg podrijetla, ukrašeno srcolikim motivima na čokoladno smeđoj podlozi.

### Razdoblje od 17. do 20. stoljeća
Današnje naselje nastalo je povratkom i naseljavanjem kršćanskog stanovništva nakon turske vladavine 17. stoljeća. Te je 1724. godine izgrađena današnja Pravoslavna crkva svetog apostola Petra i Pavla.
Na karti prve vojne izmjere 1774. godine naselje je navedeno kao "Dorf Gudovecz". Te je uspostavom Bjelovara kao središtem Varaždinskog generalata naselje pripadalo Križevačkoj pukovniji.

#### Pokolj u Gudovcu
Dana 28. travnja 1941. godine, ustaše su ubili oko 200 Srba u Gudovcu kao osvetu za ubojstvo 28 hrvatskih civila u predgrađu Bjelovara i u selu Donji Mosti. Pokolj je prvi čin masovnog ubojstva koje su izvšile ustaše nakon dolaska na vlast te se odigrao nedugo nakon okupacije Jugoslavije od nacističke Njemačke i uspostave Nezavisne Države Hrvatske.

### 21. stoljeće

#### Bjelovarski sajam
1993. godine je na području Gudovca, južno od naselja Stare Plavnice uspostavljen sajmišni prostor za održavanje novo uspostavljenog Bjelovarskog sajma, jedan je od najvećih poljoprivrednih sajmova u regiji.
Dana 18. svibnja 2012. godine se je iznenada urušio zvonik Pravoslavne crkve svetog apostola Petra i Pavla, pri čemu je oštećen značajan broj grobova u neposrednoj blizini crkve.
Procjenama materijalna šteta je iznosila 400 tisuća kuna, te je s vremenom pročelje crkve djelomično obnovljeno, međutim zvonik nije vraćen.

## Galerija
- Kosturnica na spomen području Gudovac
- Sajmišni prostor u Gudovcu, s 30 metara visokim vodotornjem
- Mjesni dom u Gudovcu
- Nogometno igralište Gudison Park
- Područna osnovna škola i vrtić u Gudovcu

## Poznate osobe
- Nikola Miloš, hrvatski rukometaš i rukometni trener, rukometni B reprezentativac, prvotimac državnog prvaka ORK Partizana iz Bjelovara[9]
- Vedran Car, radijski voditelj i dobitnik Večernjakove ruže 2019. godine za radijsku osobu godine.

## Stanovništvo
Prema popisu stanovništva iz 2021. godine, naselje je imalo 875 stanovnika.
| broj stanovnika | 584   | 637   | 557   | 798   | 821   | 872   | 904   | 1068  | 1260  | 1216  | 1183  | 1134  | 1099  | 1033  | 1107  | 1095  | 875   |
|                 | 1857. | 1869. | 1880. | 1890. | 1900. | 1910. | 1921. | 1931. | 1948. | 1953. | 1961. | 1971. | 1981. | 1991. | 2001. | 2011. | 2021. |

## Znamenitosti
- Gudovačka Gradina
- Gudison park
- Crkva Gospe Žalosne
- Filijalna crkva sv. Petra i Pavla
- Spomen područje Gudovac
- Bjelovarski sajam u Gudovcu